# Carl Thorén
Carl August Thorén (i riksdagen kallad Thorén i Växjö), född 10 februari 1874 i Torhamn, död 20 november 1964 i Falun, var en svensk publicist och politiker (frisinnad).
Carl Thorén, som kom från en torparfamilj, verkade i ungdomen som predikant och pastor i Svenska missionsförbundet men gick sedan över till tidningsvärlden, först som chef för Vetlanda-Posten och sedan som redaktör för Dala-Bladet 1913–1924 och för Växjöbladet 1924–1930.
Thorén var riksdagsledamot i första kammaren för Kronobergs läns och Hallands läns valkrets 1927–1934. Som kandidat för Frisinnade landsföreningen tillhörde han dess riksdagsparti Frisinnade folkpartiet. I riksdagen var han bland annat suppleant i bevillningsutskottet 1928–1930 och i konstitutionsutskottet 1929–1934.
Carl Thorén är begravd på Djurö kyrkogård.